# فرقة الملك عبد الله الثاني المدرعة الثالثة
فرقة الملك عبد الله الثاني المدرعة الثالثة  هي إحدى الفرق المدرعة السابقة  التي كانت ضمن تشكيلات القوات المسلحة الأردنية؛ حيث دُمجت ضمن المنطقة العسكرية الوسطى. الفرقة مدربة تدريبا جيدا ومجهزة للقتال الضاري. ضد الجيوش المعادية كما أنها معدة لبعثات حفظ السلام. تشكلت هذه الفرقة في العام 1969. تعتير الفرقة كفرقة احتياط استراتيجي وتنتشر بين الزرقاء والشمال الشرقي من عمان حتى القطرانية في الجنوب بالقرب من المملكة العربية السعودية. ولما للقطرانة من موقع إستراتيجي لقوعها وجها لوجه على طرق الهجوم على طول البحر الميت تتمركز الفرقة المدرعة 40 عادة هناك.